# Kveder
Kveder je priimek več znanih Slovencev:
- Aleksander Kveder (1928—1998), metalurg, strok. publicist, inovator
- Andrej Kveder (*1973), statistik/metodolog
- Dragotin Kveder (1876—1947), učitelj in publicist
- Dunja Obersnel Kveder (1947—2017), ginekologinja, javnozdravstvena delavka
- Dušan Kveder - Tomaž (1915—1966), španski borec, partizanski general, narodni heroj, diplomat
- France Kveder, filmski scenograf
- Janez Kveder - Skalaš (1897—1950), alpinist, alpski smučar in skakalec
- Jože Kveder, slovenski emigrantski publicist v Argentini
- Marjan Kveder (1918—1988), zdravnik kirurg, borec NOB [Neretva, Kozara, Sutjeska], sanitetni polkovnik
- Marko Kveder, mizar; izdelal lesen starodobni avto
- Milica Kveder (r. Mravlje) (1920—?), pravnica, prvoborka
- Radislava Kveder (1922—2019), zdravnica ?
- Rado Kveder (*1948), zdravnik internist, nefrolog, prof. MF (oče? Radoslav 1920-1980)
- Sonja Malej Kveder (1931—2020), tekstilna tehnologinja
- Tanja (Tatjana) Kveder, zdravnica imunoserologinja (revmatologinja)
- Zofka Kveder (1878—1926), pisateljica in publicistka

#### Tuji nosilci priimka
- Sergije Kveder (1924—2015), hrvaški biokemik